# Аллаиховски рејон
Аллаиховски рејон или Аллаиховски улус (рус. Аллаиховский район, јакут. Аллайыаха улууhа) један је од 34 рејона Републике Јакутије у Руској Федерацији.
Смештен је у сјевероистоку Јакутије, сјеверно од Арктичког круга. Већи дио рејона лежи у Јанско-Индигирској и Колимској низији, док је југ окружен планинама и брдима. Рејон има површину од 107.300 км².
Најважније ријеке рејона су Индигирка са бројним притокама, те ријека Аллаиха са својим притокама. Рејон је богат и многобројним језерима.
Административни центар рејона је село Чокурдах.
Укупан број становника рејона је 2.904 људи (2010). Становници су Јакути, Руси и Рускоустинци (мјешавина Руса и домородаца), те Евени, Јукагири и Украјинци.